# Tabou (maison d'édition)
Pour les articles homonymes, voir Tabou (homonymie).

## Présentation
Tabou est une marque éditoriale des Éditions de l'Éveil fondée en 2004 par Thierry Plée,. Spécialisée dans le domaine de l'érotisme et de la sexualité, elle publie des romans, des nouvelles, des guides, et des bandes dessinées,. Les Éditions de l'Éveil ont également une autre marque éditoriale nommée Graph Zeppelin qui propose elle des comics tous publics.

## Auteurs publiés
- Dossie Easton et Catherine A. Liszt (un pseudonyme de Janet Hardy (en))